# 브누아 앙브와
브누아 크리스티앙 앙브와 오소에메양(프랑스어: Benoît Christian Angbwa Ossoemeyang, 1982년 1월 1일 ~ )은 카메룬의 전직 축구 선수이자, 축구 감독이다. 그는 주로 오른쪽 후방 포지션에서 수비수로 뛰었지만, 미드필드 오른쪽에서도 뛸 수 있었다.

## 구단 경력
앙브와는 카메룬 북부주 가루아에서 태어났다.
2011년 1월, 앙브와는 FC 사투른과 3년 계약을 맺고 FC 안지 마하치칼라에 입단했다. 안지와의 계약이 중도에 끝난 후, 앙브와는 떠나 2012년 6월 19일 FC 로스토프와 3년 계약을 맺었다. 불과 8개월 만에 앙브와는 다시 이적했고, 이번에는 2013년 2월에 PFC 크릴리야 소베토프 사마라와 2년 계약을 맺었다. 2013년 8월 30일, 앙브와는 다시 이적하여 안지 마하치칼라와 재계약을 체결했다.
2016년 3월, 앙브와는 올랭피크 그랑드생트에 합류했다.

## 국가대표팀 경력
앙브와는 2005년 2월 9일, 프랑스에서 열린 세네갈과의 친선 경기에서 카메룬 국가대표팀 데뷔 전을 치렀다. 그는 2006년 아프리카 네이션스컵에서 카메룬 국가대표팀의 일원으로 참가하였으나, 8강에서 탈락하였다.

## 감독 경력
2021년 5월, 앙브와는 올랭피크 그랑드생트의 감독으로 취임했다.